# Capitanien
Guadalupien supérieur
Stratigraphie
Wordien Wuchiapingien
Lopingien
À l'échelle des temps géologiques, le Capitanien est un étage du Permien. C'est la dernière ou plus récente des trois subdivisions de l'époque du Guadalupien. Le Capitanien est daté entre 265,1 ± 0,4 et 259,1 ± 0,5 millions d'années (Ma). Il est précédé par le Wordien et suivi par le Wuchiapingien.

## Stratigraphie
L'étage Capitanien a été introduit dans la littérature scientifique par George Burr Richardson en 1904 et doit son nom au Capitan Reef dans les montagnes Guadalupe au Texas. Il a été reconnu officiellement par l'IUGS en 2001.
| Période     | Époque        | Étage         | Âge (Ma)       |
| ----------- | ------------- | ------------- | -------------- |
| Trias       | inférieur     | Induen        | plus récent    |
| Permien     | Lopingien     | Changhsingien | 251,902–254,14 |
| Permien     | Lopingien     | Wuchiapingien | 254,14–259,51  |
| Permien     | Guadalupien   | Capitanien    | 259,51–264,28  |
| Permien     | Guadalupien   | Wordien       | 264,28–266,9   |
| Permien     | Guadalupien   | Roadien       | 266,9–273,01   |
| Permien     | Cisuralien    | Koungourien   | 273,01–        |
| Permien     | Cisuralien    | Artinskien    | –290,1         |
| Permien     | Cisuralien    | Sakmarien     | 290,1–293,52   |
| Permien     | Cisuralien    | Assélien      | 293,52–298,9   |
| Carbonifère | Pennsylvanien | Gzhélien      | plus ancien    |

Le début de l'étage est défini comme le moment de l'apparition stratigraphique de fossiles de l'espèce de conodonte Jinogondolella postserrata. Le point stratotypique mondial est situé à Nipple Hill dans le sud des montagnes Guadalupe (31° 54′ 33″ N, 104° 47′ 21″ O), dans un affleurement de la Formation de Bell Canyon. La fin du Capitanien (et le début du Wuchiapingien) est défini comme le moment de l'apparition stratigraphique de fossiles de l'espèce de conodonte Clarkina postbitteri.
Le Capitanien contient trois biozones à conodontes :
- zone à Clarkina postbitteri hongshuiensis
- zone à Jinogondolella altudaensis
- zone à Jinogondolella postserrata

et une biozone d'ammonites du genre Timorites.